# Type 1130 CIWS
Die Type 1130 ist ein schiffsgestütztes chinesisches Nahbereichsabwehr-Flugabwehrsystem im Kaliber 30 mm. Sie ist eine Weiterentwicklung der Type 730 CIWS, allerdings mit 11 statt 7 Rohren.

## Technik
Kern des Type-1130-Systems ist die 30-mm-Gatling-Kanone. Diese bietet eine sehr hohe Kadenz von bis zu 10.000 Geschossen pro Minute. Die Kanone verschießt entweder hochexplosive (HE) oder Splittergeschosse (HE-FRAG).
Die Elektronik besteht aus einem Radar auf der linken Oberseite des Turms, sowie einer Farbkamera, einer Wärmebildkamera und einem Laser-Entfernungsmesser rechts oben in einer U-förmigen Halterung. Die Reichweite des Radars beträgt bis zu 20 Kilometer für mittlere bis große Ziele. Nach der Identifizierung des Zieles kann dieses ab einer Entfernung von 3 Kilometer bekämpft werden. Es können Ziele bekämpft werden, die mit einer Geschwindigkeit von bis zu Mach 4 fliegen.

## Einsatz
Das System wird unter anderem auf folgenden Schiffstypen verwendet:
- Typ 055 (Zerstörer)
- Typ 054A (ab der 20. gebauten Fregatte dieses Typs)[3]
- Typ 052D (Zerstörer, bei neueren Schiffen)
- Flugzeugträger Liaoning